# Чукалы-на-Вежне
Чукалы-на-Вежне (эрз. Ало Чукало) — село в Атяшевском районе Мордовии. Входит в состав Козловского сельского поселения.

## География
Расположено на р. Вежне, в 26 км от районного центра и железнодорожной станции Атяшево.

## История
Название-антропоним: от дохристианского мордовского имени Чукай. Основано в 1-й половине 17 в. переселенцами с. Чукалы Большеигнатовского района. По переписи 1671 г., в Чукалах-на-Вежне было 20 дворов (34 чел.). По сведениям 1910—1911 гг., в селе имелись церковь (1864), церковно-приходская школа (1897). Весной 1929 г. часть бедняцких хозяйств организовала артели «Пролетарий», «Дружный» и «Красная Горка». В 1931 году были созданы колхозы им. Молотова и «Сигнал», в начале 1950-х гг. — укрупненное хозяйство «Рассвет», с 1997 г. — СХПК «Чукальский». В современном селе — основная школа, библиотека, Дом культуры, медпункт, магазин.

## Население
| 2002 | 2010 |
| ---- | ---- |
| 282  | ↘188 |

Национальный состав
Согласно результатам Всероссийской переписи населения 2002 года, в национальной структуре населения мордва-эрзя составляли 98 %.

## Источник
- Энциклопедия Мордовия, И. С. Марискин, О. И. Марискин.